# Jazmyn Nyx
Jade Arianna Gentile (nascida em 28 de julho de 1998) é uma ex-jogadora de futebol e lutadora profissional americana atualmente contratada pela WWE, onde atua sob o nome do ringue Jazmyn Nyx na NXT brand.

## Início da vida
Gentile frequentou a Charles W. Baker High School, onde jogou futebol e marcou 60 gols e 19 assistências em sua carreira universitária. Gentile frequentou a West Virginia University (WVU) com especialização em gestão da cadeia de suprimentos global. Ela também jogou futebol como parte do programa esportivo da WVU e passou a jogar como atacante pelo clube islandês UMF Afturelding.

## Carreira de wrestling profissional

### WWE (2022-presente)
Em 10 de novembro de 2022, Gentile foi anunciado como tendo assinado com a WWE como parte do WWE Performance Center Fall 2022 Rookie Class. Ela fez sua estreia no ringue em 18 de agosto de 2023, evento ao vivo do NXT em uma six-woman tag team match em parceria com Lola Vice e Elektra Lopez para derrotar Jacy Jayne , Kiana James e Jaida Parker.
Em janeiro de 2024, agora sob o nome de Jazmyn Nyx, ela começou a aparecer como estudante na Chase University e fez amizade com a colega Jacy Jayne, até mesmo participando do calendário 2024 Ladies of Chase U" de Jayne. vendido no NXT Vengeance Day para salvar Chase U das dívidas. No episódio de 20 de fevereiro do NXT, Nyx e Thea Hail acompanharam Jayne ao lado do ringue, onde Nyx usou táticas dissimuladas para ajudar Jayne a vencer a luta, para o desdém de Hail, estabelecendo-se assim como um calcanhar. Nas semanas seguintes, Nyx e Jayne zombariam de Hail, chamando-a de "perdedora", o que levou Hail a criticá-los e a declarar que a "velha Thea Hail estava de volta" no episódio de 12 de março do NXT. Na semana seguinte, Jayne e Nyx atacaram Chase U e custaram a Riley Osborne a luta do campeonato da NXT Heritage Cup contra No Quarter Catch Crew de Drew Gulak.
No episódio de 26 de março do NXT, Nyx fez sua estreia no ringue na televisão contra Hail, onde foi derrotada. Em 30 de abril, na semana 2 de Spring Breakin', Hail derrotou Jayne em uma luta de simples onde Jayne quebrou legitimamente o nariz durante a luta. No episódio de 14 de maio do NXT, Nyx atacou Hail após sua luta com Fallon Henley, prometendo se vingar de Hail por ferir Jayne. No episódio de 4 de junho do NXT, Nyx derrotou Hail para ganhar sua primeira vitória em singles na televisão.